# Arnolfo di Lovanio

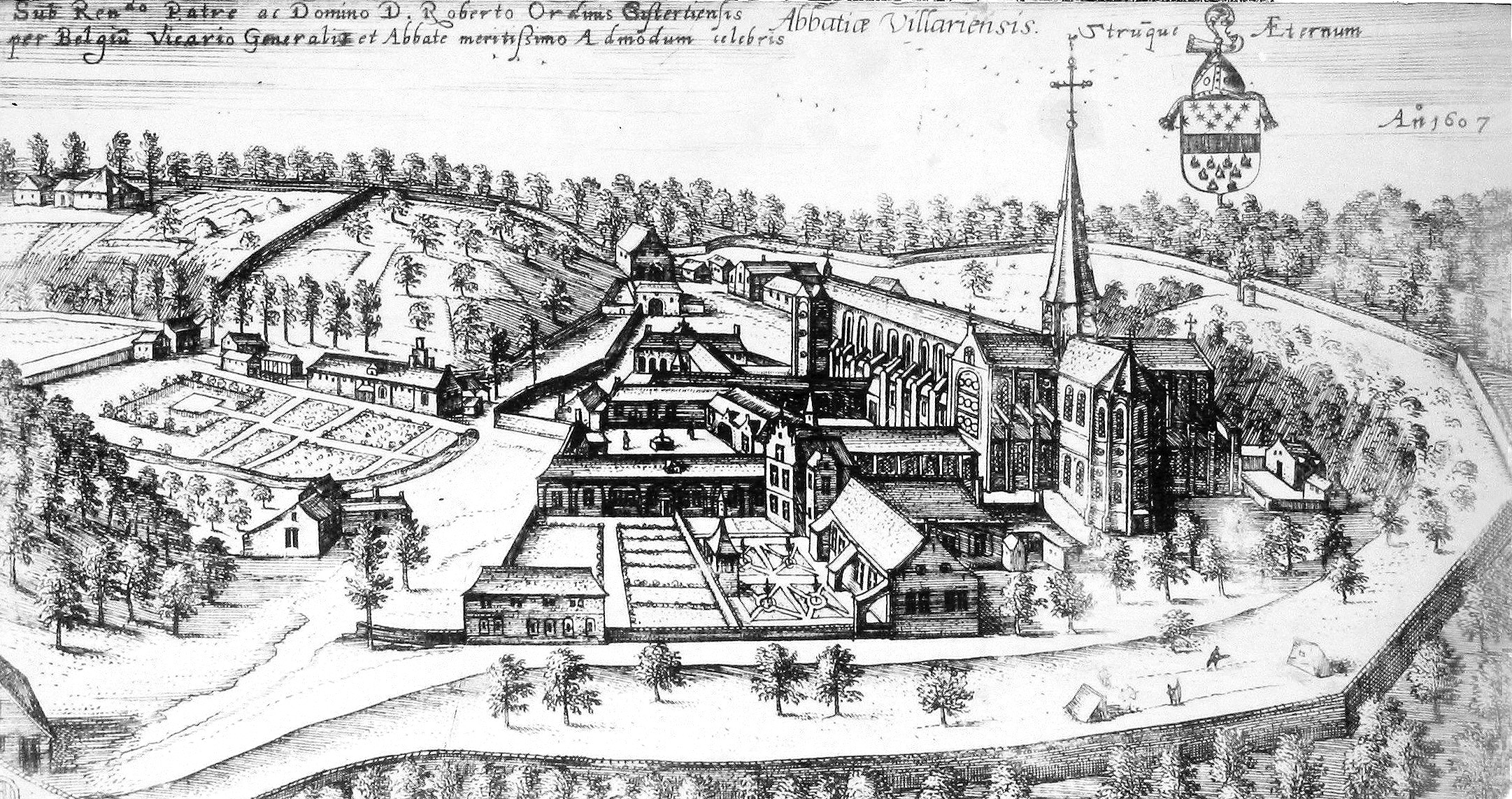
L'abbazia di Villers-la-Ville nella quale visse Arnolfo di Lovanio in un anonimo schizzo del 1607.

Arnolfo di Lovanio (Lovanio, 1200 circa – Villers-la-Ville, 1250) è stato un monaco cristiano e poeta belga appartenente all'ordine cistercense. Dopo aver prestato servizio come abate per circa un decennio nel monastero di Villers-la-Ville, nel Brabante Vallone, verso la fine degli anni quaranta del secolo decise di ritirarsi dal suo ufficio mondano per dedicarsi allo studio privato e all'ascetismo. Ad oggi, oltre al fatto che la morte lo colse all'incirca un anno più tardi, non si sa praticamente nient'altro della sua vita.

## Biografia
Nonostante fosse principalmente un poeta, si dedicò alla compilazione del primo volume degli annali dell'abbazia di Villers (1146–1240). Il suo Excerptum Speculi Caritatis è un adattamento poetico del Summa Causum, importante opera di diritto canonico del frate domenicano e santo catalano Ramon de Penyafort, inerente alla disciplina penitenziale. Egli fu, con tutta probabilità, l'autore del famoso ciclo Salve Mundi Salutare, altrimenti noto come Oratio rhytmica, il quale venne lungamente ed erroneamente attribuito a Bernardo di Chiaravalle. Tale ciclo è costituito da sette piccoli poemi scritti in lingua latina, ognuno dei quali dedicato alla contemplazione mistica di una parte del corpo del Cristo crocifisso: nell'ordine, i piedi (Ad pedes), le ginocchia (Ad genua), le mani (Ad manus), i fianchi (Ad latus), il petto (Ad pectus), il cuore (Ad cor) ed infine il volto (Ad faciem). La paternità di questi componimenti è tuttora dibattuta; tuttavia, le ipotesi che li vorrebbero frutto del genio di Bernardo di Chiaravalle sembrano ormai essere del tutto infondate e sono state accantonate, in quanto «la prova esterna per questa attribuzione è talmente inconsistente da essere trascurabile». La maggior parte del mondo accademico è dunque attualmente concorde nell'ascrivere il Salve Mundi Salutare ad Arnolfo di Lovanio.

## Influenza dell'Oratio rhytmica in ambito musicale

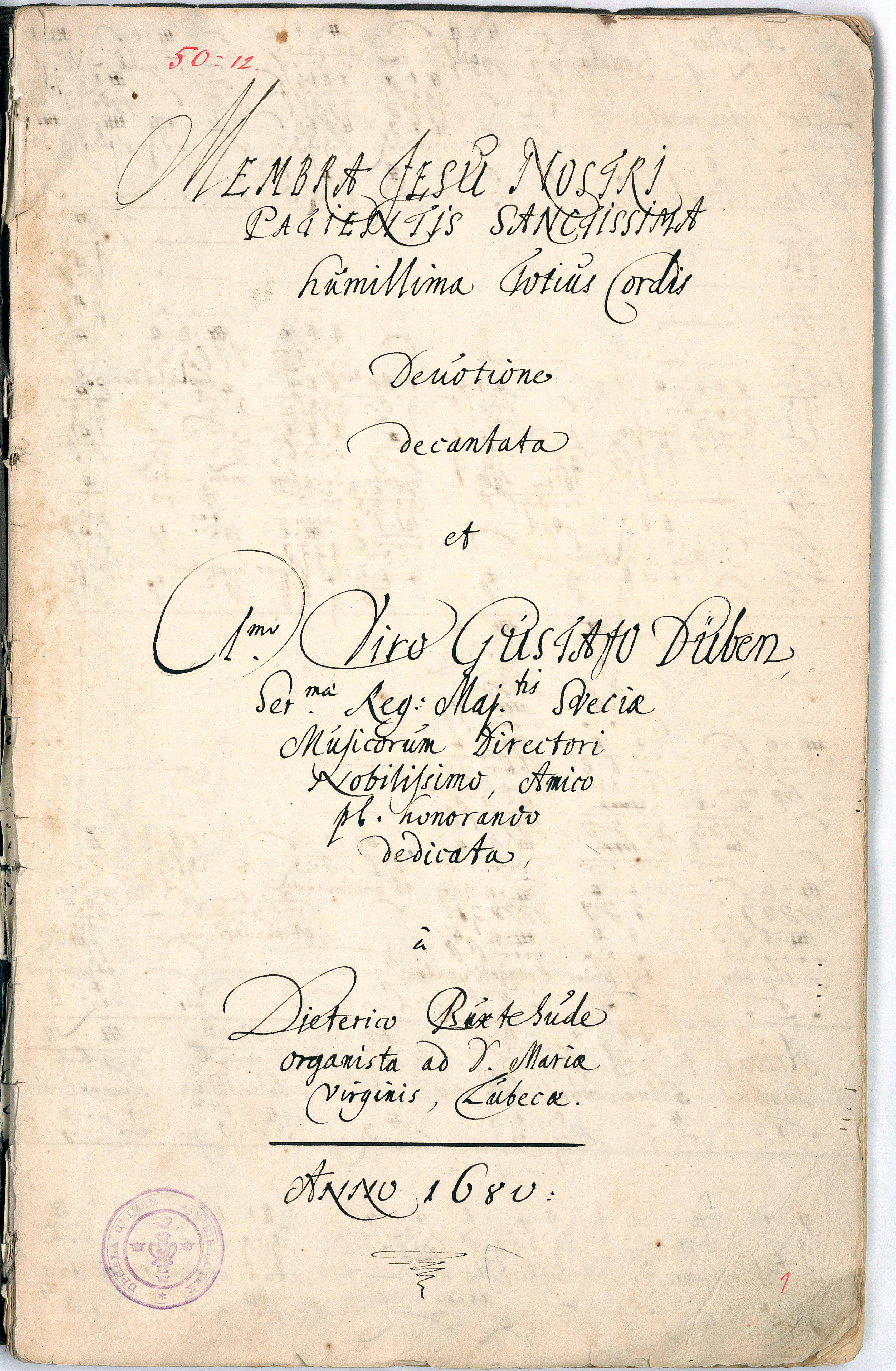
Frontespizio dell'oratorio Membra Jesu Nostri, composto da Dietrich Buxtehude nel 1680 sulla base dellOratio rhytmica di Arnolfo di Lovanio.

L'Oratio rhytmica riveste un ruolo di un certo rilievo in ambito musicale in quanto nel 1680 Dietrich Buxtehude compose l'oratorio luterano Membra Jesu Nostri Patientis Sanctissima (BuxWV 75) a partire da una selezione di versi del ciclo di Arnolfo di Lovanio. Egli suddivise l'opera in sette cantate, ognuna delle quali corrisponde ad un poema e quindi ad una parte del corpo di Gesù Cristo; Ciascuna delle cantate è ulteriormente suddivisa in sonate, concerti ed arie: proprio queste ultime vennero realizzate servendosi di tre strofe prelevate da ciascuna parte del ciclo medievale.
Inoltre, il Salve caput cruentatum totum spinis coronatum ed altre parti del testo dell'ultimo poema (Ad faciem) del Salve Mundi Salutare vennero liberamente tradotte in volgare dal poeta tedesco Paul Gerhardt: ispirandosi alle parole del Lovanio, egli compose l'inno luterano O Haupt voll Blut und Wunden (O capo pieno di sangue e di ferite, noto in italiano anche come Signore dolce volto). La melodia di tale inno venne realizzata per conto di Gerhardt da Johann Crüger, il quale si servì a sua volta di una canzone profana scritta da Hans Leo Hassler intorno al 1600, Mein G'müt ist mir verwirret. Tramite il lavoro di Gerhardt, Crüger ed Hassler i versi dell'Ad faciem di Lovanio, nella loro reinterpretazione tedesca O Haupt voll Blut und Wunden, ebbero indirettamente sempre più risonanza in ambito protestante a cavallo fra XVII e XVIII secolo e crebbero in fama sino al punto d'essere immortalati nella celebre armonizzazione bachiana contenuta nell'omonimo corale della Matthäuspassion (BWV 244).